# Плезантвіль (фільм)
«Пле́зантвіль» (англ. Pleasantville) — американський фільм кінокомпанії Нью Лайн Сінема, прем'єрний показ якого відбувся у Канаді 17 вересня 1998 року.

## Сюжет
У фільмі двоє сучасних підлітків містичним чином потрапляють до уявного середовища Плезантвіля, чорно-білого телевізійного шоу 1950-х років. У Плезантвілі живуть винятково щасливі родини, тут завжди чудова погода та ніколи не стається катастроф. Утопія в «Плезантвілі» переростає в антиутопію, бо перед нами цілком механічний світ, позбавлений труднощів і водночас радощів життя. Але коли до нього потрапляють американські тінейджери дев'яностих, Плезантвіль отримує всі кольори райдуги. Їхні дії призводять до того, що люди Плезантвіля вчаться відчувати сильні емоції, що, зі свого боку, викликає вихід подій за межі звичних усім норм.

## У ролях
- Тобі Маґвайр — Девід,
- Різ Візерспун — Дженніфер,
- Джоан Аллен — Бетті Паркер,
- Джефф Деніелс — Білл Джонсон,
- Вільям Мейсі — Джордж Паркер,
- Джей Ті Волш — Великий Боб,
- Пол Вокер — Скіп Мартін,
- Марлі Шелтон — Маргарет Хендерсон,
- Дон Кноттс — телемайстер,
- Джейн Качмарек — мати Девіда та Дженніфер.

## Нагороди та номінації
Фільм отримав 15 нагород і 23 номінації, зокрема:
- Кінонагорода Сатурн
  - Найкращій молодий актор/акторка — Тобі Маґвайр
  - Найкраща жіноча роль другого плану — Джоана Аллен
- Кінонагорода Бостонської спілки кінокритиків
  - Найкраща чоловіча роль другого плану — Вільям Холл Мейсі
  - Найкраща жіноча роль другого плану — Джоана Аллен
- Номінації на Оскар
  - Найкраща робота художника-постановника/декоратора — Джені Клаудія Оппивол и Джей Харт
  - Найкращий дизайн костюмів — Джудіанна Маковскі
  - Найкращий музичний супровід — Ренді Ньюмен